# Saison 1945-1946 de la LNH
Saison précédente Saison suivante
La saison 1945-1946 est la 29e saison régulière de la Ligue nationale de hockey. Les six équipes ont joué chacune 50 matchs. 

## Saison régulière
Cette saison est celle du retour des joueurs de la Seconde Guerre mondiale. Nombre d'entre eux ne peuvent pas retrouver leur condition physique originale ce qui n'est pas le cas de Frank Brimsek qui peut rejouer pour les Bruins de Boston et réalise une très bonne saison qui lui vaut une sélection dans la seconde équipe d'étoiles de la ligue.
Max Bentley des Black Hawks de Chicago est longtemps le meilleur marqueur de la ligue et la ligne d'attaque qu'il constitue avec son frère Doug et Bill Mosienko permet même à l'équipe d'occuper pendant un certain temps la première place. Mais il se blesse le 23 janvier au cours d'un match et l'équipe ne peut se maintenir au sommet.
Le 30 janvier 1946, le défenseur Babe Pratt est renvoyé de la ligue pour cause de paris réalisés. Il fait la promesse de ne plus jamais recommencer et peut rejouer après neuf matchs d'absence.
Du côté des Rangers de New York, la rumeur d'un futur départ du directeur général Lester Patrick se fait de plus en plus crédible et le 22 février 1946, il annonce qu'il décide de prendre du recul du poste de directeur général des Rangers mais qu'il souhaite tout de même rester vice-président du Madison Square Garden.
Malgré la présence dans leur effectif du meilleur marqueur de la ligue, Gaye Stewart (37 buts), les Maple Leafs de Toronto ne se qualifient pas pour les séries éliminatoires.
Le gardien des Canadiens de Montréal, Bill Durnan réalise encore une bonne saison avec quatre blanchissages et gagne ainsi son troisième Trophée Vézina consécutif égalant ainsi le record de George Hainsworth.

### Classement final
Les quatre premières équipes sont qualifiées pour les séries éliminatoires.
| Clt   | Équipe                 | PJ | V  | D  | N  | BP  | BC  | Pts |
| ----- | ---------------------- | -- | -- | -- | -- | --- | --- | --- |
| +001, | Canadiens de Montréal  | 50 | 28 | 17 | 5  | 172 | 134 | 61  |
| +002, | Bruins de Boston       | 50 | 24 | 18 | 8  | 167 | 156 | 56  |
| +003, | Black Hawks de Chicago | 50 | 23 | 20 | 7  | 200 | 178 | 53  |
| +004, | Red Wings de Détroit   | 50 | 20 | 20 | 10 | 146 | 159 | 50  |
| +005, | Maple Leafs de Toronto | 50 | 19 | 24 | 7  | 174 | 185 | 45  |
| +006, | Rangers de New York    | 50 | 13 | 28 | 9  | 144 | 191 | 35  |

- Vainqueur du trophée Prince de Galles
- Qualifié pour les séries éliminatoires

### Meilleurs pointeurs
| Joueur          | Équipe   | PJ | B  | A  | Pts | Pun |
| --------------- | -------- | -- | -- | -- | --- | --- |
| Max Bentley     | Chicago  | 47 | 31 | 30 | 61  | 6   |
| Gaye Stewart    | Toronto  | 50 | 37 | 15 | 52  | 8   |
| Toe Blake       | Montréal | 50 | 29 | 21 | 50  | 2   |
| Clint Smith     | Chicago  | 50 | 26 | 24 | 50  | 2   |
| Bill Mosienko   | Chicago  | 40 | 18 | 30 | 48  | 12  |
| Maurice Richard | Montréal | 50 | 27 | 21 | 48  | 50  |

## Séries éliminatoires de la Coupe Stanley

### Tableau récapitulatif
|  | Demi-finales              | Demi-finales           | Demi-finales          | Demi-finales          |   |                       | Finale                      | Finale                      | Finale                      | Finale                      |
|  |                           |                        |                       |                       |   |                       |                             |                             |                             |                             |
|  | 19, 21, 24 et 26 mars     | 19, 21, 24 et 26 mars  | 19, 21, 24 et 26 mars | 19, 21, 24 et 26 mars |   |                       | 30 mars, 2, 4, 7 et 9 avril | 30 mars, 2, 4, 7 et 9 avril | 30 mars, 2, 4, 7 et 9 avril | 30 mars, 2, 4, 7 et 9 avril |
|  | 1                         | Canadiens de Montréal  | 4                     | 4                     |   |                       | 30 mars, 2, 4, 7 et 9 avril | 30 mars, 2, 4, 7 et 9 avril | 30 mars, 2, 4, 7 et 9 avril | 30 mars, 2, 4, 7 et 9 avril |
|  | 1                         | Canadiens de Montréal  | 4                     | 4                     |   |                       | 30 mars, 2, 4, 7 et 9 avril | 30 mars, 2, 4, 7 et 9 avril | 30 mars, 2, 4, 7 et 9 avril | 30 mars, 2, 4, 7 et 9 avril |
|  | 3                         | Black Hawks de Chicago | 0                     | 0                     |   |                       | 30 mars, 2, 4, 7 et 9 avril | 30 mars, 2, 4, 7 et 9 avril | 30 mars, 2, 4, 7 et 9 avril | 30 mars, 2, 4, 7 et 9 avril |
|  | 3                         | Black Hawks de Chicago | 0                     | 0                     | 1 | Canadiens de Montréal | 4                           | 4                           |                             |                             |
|  | 19, 21, 24, 26 et 28 mars |                        |                       |                       | 1 | Canadiens de Montréal | 4                           | 4                           |                             |                             |
|  |                           |                        | 2                     | Bruins de Boston      | 1 | 1                     |                             |                             |                             |                             |
|  | 2                         | Bruins de Boston       | 2                     | Bruins de Boston      | 1 | 1                     | 4                           | 4                           |                             |                             |
|  | 2                         | Bruins de Boston       |                       |                       |   |                       |                             | 4                           |                             |                             |
|  | 4                         | Red Wings de Détroit   | 1                     | 1                     |   |                       |                             |                             |                             |                             |
|  | 4                         | Red Wings de Détroit   | 1                     | 1                     |   |                       |                             |                             |                             |                             |

### Finale de la Coupe Stanley
| 30 mars | Montréal | 4-3 (pr) | Boston |  |

| 2 avril | Montréal | 3-2 (pr) | Boston |  |

| 4 avril | Boston | 2-4 | Montréal |  |

| 7 avril | Boston | 3-2 (pr) | Montréal |  |

| 9 avril | Montréal | 6-3 | Boston |  |

En finale, les Canadiens l'emportent sur le score de 4 matchs à 1.

## Honneurs remis aux joueurs et équipes

### Trophées
| Trophée           | Joueur        | Équipe                 |
| ----------------- | ------------- | ---------------------- |
| Trophée Calder    | Edgar Laprade | Rangers de New York    |
| Trophée Hart      | Max Bentley   | Black Hawks de Chicago |
| Trophée Lady Byng | Toe Blake     | Canadiens de Montréal  |
| Trophée Vézina    | Bill Durnan   | Canadiens de Montréal  |

| Trophée                  | Équipe                |
| ------------------------ | --------------------- |
| Trophée Prince de Galles | Canadiens de Montréal |
| Trophée O'Brien          | Bruins de Boston      |
| Coupe Stanley            | Canadiens de Montréal |

### Équipes d'étoiles
| Position       | Première équipe | Première équipe        | Deuxième équipe | Deuxième équipe        |
| Position       | Joueur          | Équipe                 | Joueur          | Équipe                 |
| -------------- | --------------- | ---------------------- | --------------- | ---------------------- |
| Gardien de but | Bill Durnan     | Canadiens de Montréal  | Frank Brimsek   | Bruins de Boston       |
| Défenseur      | Émile Bouchard  | Canadiens de Montréal  | Ken Reardon     | Canadiens de Montréal  |
| Défenseur      | Jack Crawford   | Bruins de Boston       | Jack Stewart    | Red Wings de Détroit   |
| Ailier gauche  | Gaye Stewart    | Maple Leafs de Toronto | Toe Blake       | Canadiens de Montréal  |
| Centre         | Max Bentley     | Black Hawks de Chicago | Elmer Lach      | Canadiens de Montréal  |
| Ailier droit   | Maurice Richard | Canadiens de Montréal  | Bill Mosienko   | Black Hawks de Chicago |